# Mario González Gutiérrez
Mario González Gutiérrez (Villarcayo, 25 febbraio 1996) è un calciatore spagnolo, attaccante del Burgos.

## Caratteristiche tecniche
È un'ala sinistra.

## Carriera
Nato a Villarcayo, entra a far parte del settore giovanile del Villarreal nel 2012, e due anni più tardi viene inserito nella formazione C militante in Tercera División. Nel 2015 entra a far parte della squadra B, con cui debutta l'11 ottobre in occasione dell'incontro di Segunda División B pareggiato 0-0 contro il Reus.
Il 17 agosto 2016 debutta con la prima squadra subentrando nella ripresa dell'incontro dei preliminari di Champions League perso 2-1 contro il Monaco e tre giorni più tardi esordisce nella Liga contro il Granada. Visto lo scarso utilizzo nelle stagioni seguenti, nel luglio 2019 si trasferisce a titolo definitivo al Clermont Foot, lasciando comunque al Villarreal una clausola di riacquisto. Con la formazione francese gioca 18 incontri in seconda divisione, al termine della quale fa ritorno in Spagna dopo l'attivazione della recompra e viene contestualmente ceduto in prestito al Tondela.

## Statistiche
Statistiche aggiornate al 19 dicembre 2020.

### Presenze e reti nei club
| Stagione            | Squadra             | Campionato          | Campionato | Campionato | Coppe nazionali | Coppe nazionali | Coppe nazionali | Coppe continentali | Coppe continentali | Coppe continentali | Altre coppe | Altre coppe | Altre coppe | Totale | Totale | Totale |
| Stagione            | Squadra             | Comp                | Pres       | Reti       | Comp            | Pres            | Reti            | Comp               | Pres               | Reti               | Comp        | Pres        | Reti        | Pres   | Reti   |        |
| ------------------- | ------------------- | ------------------- | ---------- | ---------- | --------------- | --------------- | --------------- | ------------------ | ------------------ | ------------------ | ----------- | ----------- | ----------- | ------ | ------ | ------ |
| 2015-2016           | Villarreal B        | SDB                 | 10         | 0          |                 | -               | -               |                    | -                  | -                  |             | -           | -           | 10     | 0      |        |
| 2016-2017           | Villarreal B        | SDB                 | 32         | 5          |                 | -               | -               |                    | -                  | -                  |             | -           | -           | 32     | 5      |        |
| 2017-2018           | Villarreal B        | SDB                 | 28         | 4          |                 | -               | -               |                    | -                  | -                  |             | -           | -           | 28     | 4      |        |
| 2018-2019           | Villarreal B        | SDB                 | 24         | 8          |                 | -               | -               |                    | -                  | -                  |             | -           | -           | 24     | 8      |        |
| Totale Villarreal B | Totale Villarreal B | Totale Villarreal B | 94         | 17         |                 | -               | -               |                    | -                  | -                  |             | -           | -           | 94     | 17     |        |
| 2016-2017           | Villarreal          | PD                  | 2          | 0          | CR              | 0               | 0               | UCL+UEL            | 1+0                | 0                  |             | -           | -           | 3      | 0      |        |
| 2017-2018           | Villarreal          | PD                  | 2          | 0          | CR              | 0               | 0               | UEL                | 1                  | 0                  |             | -           | -           | 3      | 0      |        |
| Totale Villarreal   | Totale Villarreal   | Totale Villarreal   | 4          | 0          |                 | 0               | 0               |                    | 2                  | 0                  |             | -           | -           | 6      | 0      |        |
| 2019-2020           | Clermont Foot       | L2                  | 18         | 3          | CF+CdL          | 1+2             | 0+1             |                    | -                  | -                  |             | -           | -           | 21     | 4      |        |
| 2020-2021           | Tondela             | PL                  | 4          | 3          | CP              | 1               | 0               |                    | -                  | -                  |             | -           | -           | 5      | 3      |        |
| Totale carriera     | Totale carriera     | Totale carriera     | 120        | 23         |                 | 4               | 1               |                    | 2                  | 0                  |             | -           | -           | 126    | 24     |        |